# ボブ・ブラウン
ボブ・ブラウン（英語: Bob Brown、1944年12月27日 - ）は、オーストラリアの元政治家。オーストラリア緑の党党首、連邦上院議員などを務めた。オーストラリアの連邦議員として、同性愛者であることを史上初めてカミングアウトした人物である。

## 経歴
ニューサウスウェールズ州のオベロンに生まれた。シドニー大学医学部を卒業し、1972年にタスマニア州で開業医となった。1996年に初めて連邦上院議員の選挙に出馬し、当選した。2001年の選挙でも再選され、2003年に始まったイラク戦争に対する方針を巡ってジョン・ハワード政権の方針に反対した。2005年にアジア太平洋みどりの京都会議に出席する為、来日。
チベットや東ティモールなどの人権問題にも取り組んでいる。2007年の選挙でも再選された。2012年、緑の党党首と連邦上院議員を辞任した。

## 主張
国際連合の出した京都議定書、パリ協定の保持を主張している。
反捕鯨団体シーシェパードを支持していることでも知られ、ブラウンの地元タスマニア州は、同団体が南極海で行う反捕鯨活動の拠点となっている。

## 著書
- Wild River 1983年
- Lake Pedder 1986年
- Tarkine Trails 1994年
- The Greens 1996年
- Memo For A Senor World 2004年
- Tasmania’s Recherche Bay 2005年